# Кесова Гора
Ке́сова Гора́ — посёлок городского типа в Тверской области России. Административный центр Кесовогорского района, в составе которого образует муниципальное образование посёлок Кесова Гора со статусом городского поселения как единственный населённый пункт в его составе.

## География
Посёлок расположен на берегу реки Кашинки (левый приток Волги) на северо-западе от крупного холма Кесова Гора. От которого село в своё время и получило название.
Находится в 32 км на северо-запад от Кашина, в 50 км на юго-восток от Бежецка. В 180 км на восток от Твери недалеко от границы с Ярославской областью.

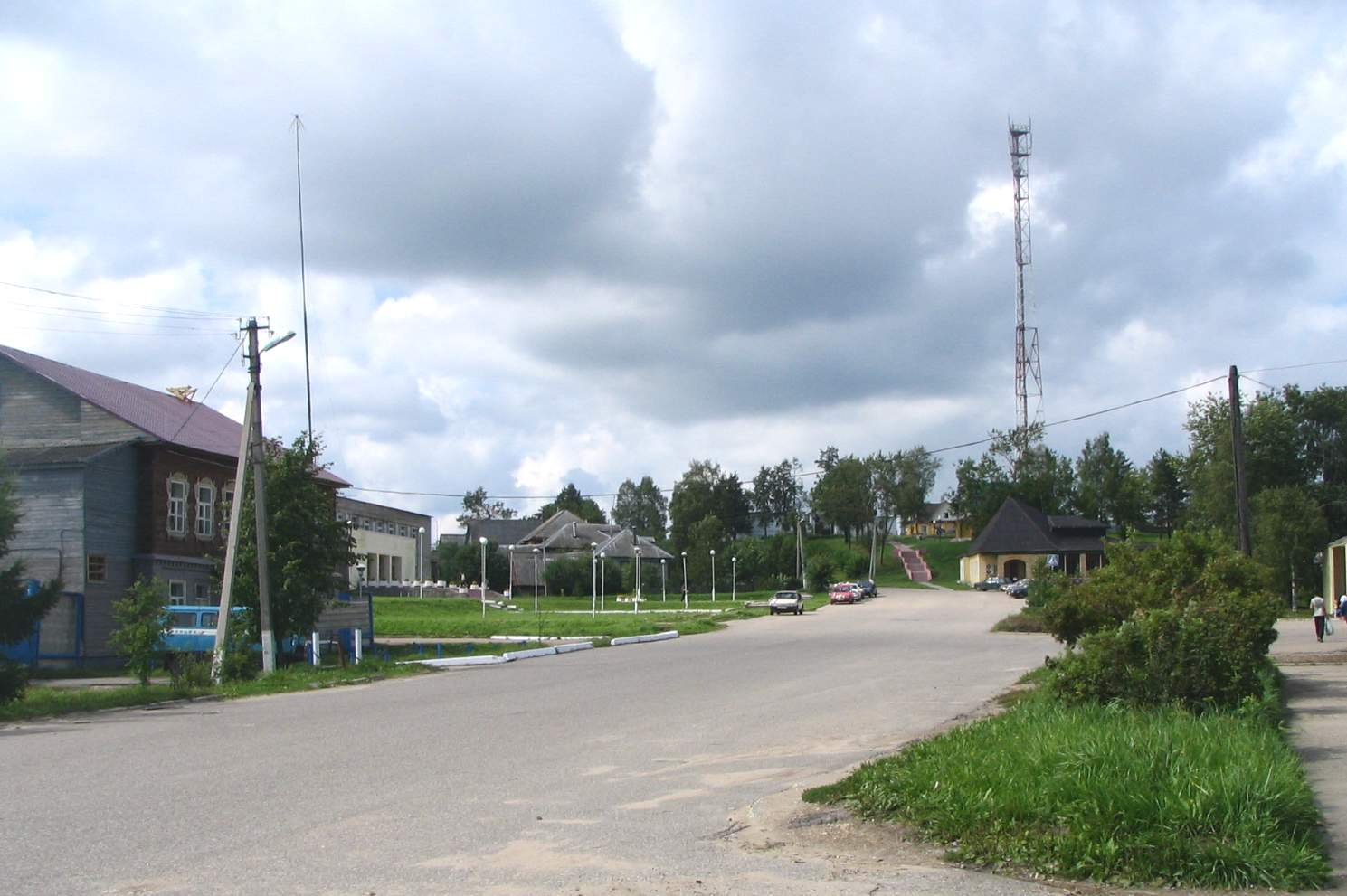
Центр посёлка

## История

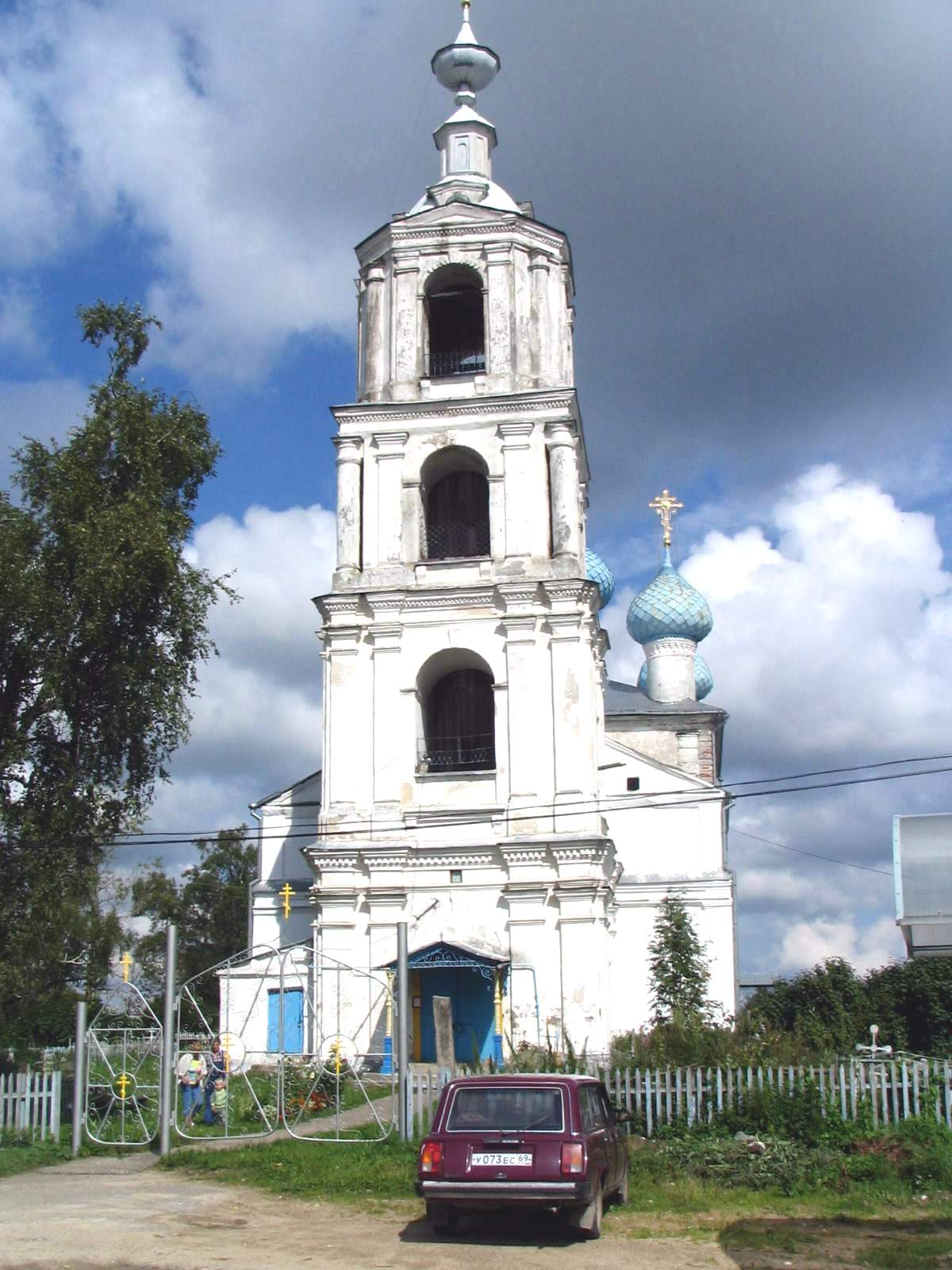
Никольская церковь

Селение упоминается с XV века как «Киасова гора». Являлось волостным центром Бежецкой пятины. Название связано с нахождением возле возвышенности с именем Кесарий.
Село упоминается в летописях с 1238 года. Входила в состав Городецкого стана Бежецкого Верха, а затем Кашинского уезда, как центр Кесовской волости. В XVIII—XIX вв. крупный торговый центр (4 раза в год устраивались ярмарки). В 1783 году в селе проживало 770 душ в 300 дворах. В 1859 году в состав села входили посады Красный, Заячий и Грачи (214 дворов, 1272 жителя). Позднее в состав Кесовой Горы вошли село (погост) Никольское и присёлок Рассудово.
До середины XIX века Кесова Гора была родовой вотчиной князей Прозоровских; в 1840 году во владение селом вступила Варвара Юрьевна Трубецкая (1828—1901) — внучка И. И. Прозоровского.
С 1929 года село центр Кесовского (Кесовогорского) района Московской области (с 1935 Калининской области).
Статус посёлка городского типа — с 1975 года.

## Население
| 1859  | 1889  | 1897  | 1939  | 1959  | 1970  | 1979  | 1989  | 2002  | 2006  | 2009  |
| ----- | ----- | ----- | ----- | ----- | ----- | ----- | ----- | ----- | ----- | ----- |
| 1272  | ↘1142 | ↘1119 | ↗3207 | ↘2138 | ↗2665 | ↗3392 | ↗4208 | ↘4076 | ↘3900 | ↘3868 |
| 2010  | 2012  | 2013  | 2014  | 2015  | 2016  | 2017  | 2018  | 2019  | 2020  | 2021  |
| ↗3877 | ↘3850 | ↘3797 | ↘3769 | ↘3768 | ↘3749 | ↗3758 | ↘3717 | ↘3697 | ↘3687 | ↗3746 |

Гендерный состав
По данным переписи 2002 года население составило 4076 жителей (1907 мужчин и 2169 женщин).
Национальный состав
По итогам переписи населения 2020 года проживали следующие национальности (национальности менее 0,1 % и другое, см. в сноске к строке «Другие»):
| Национальность | Численность, чел. | Доля     |
| -------------- | ----------------- | -------- |
| Русские        | 3614              | 96,48 %  |
| Украинцы       | 19                | 0,51 %   |
| Чуваши         | 6                 | 0,16 %   |
| Цыгане         | 6                 | 0,16 %   |
| Другие         | 101               | 2,69 %   |
| Итого          | 3746              | 100,00 % |

## Транспорт
Железнодорожная станция Кесова Гора на ветке Савёлово — Сонково. До посёлка можно добраться поездом Москва — Рыбинск и местным поездом Савёлово — Сонково.
Автомобильная дорога «Бежецк — Кесова Гора — Кашин». Автобусы ходят до Кашина, Бежецка, Твери, Москвы.

## Архитектура
Посёлок в подавляющем большинстве застроен одно- и двухэтажными деревянными домами. На главной улице (улица Московская), образованной автодорогой, ведущей в Кашин, расположены две небольшие площади. На одной из них, где к Московской улице примыкает улица Старовокзальная (ведущая к железнодорожному вокзалу), находится здание поселковой и районной администрации и памятник В. И. Ленину. На другой площади, где c Московской улицей смыкается улица Кооперативная, расположены здания клуба и РУВД, а также автостанция. Здесь же находится памятник героям Великой Отечественной войны. В посёлке сохранилось несколько двухэтажных деревянных домов, интересных в архитектурном плане.

## Промышленность
Основным градообразующим предприятием является ООО «Дорожная Строительная компания». Фирма была создана на базе АОЗТ «Кесовогордорстрой», входившую в состав треста Агромпромдорстрой. За строительство автомобильных подходов к Крымскому мосту, ООО «ДСК», которая в сентябре 2015 года выиграла аукцион на строительство подъездных путей к мосту, была включена в санкционный список США.

## Достопримечательности
Главная достопримечательность Кесовой Горы — Никольская церковь (1800 год), построенная ещё во времена, когда село Никольское не слилось с Киасовой Горой. Основной объём — кубический, трапезной связан с высокой 4-ярусной колокольней. От церквей Киасовой Горы и Рассудово — Иоанно-Предтеченской и Спасо-Преображенской сохранились лишь отдельные строения, мало напоминающие первоначальные. Никольский храм (часто в народе именуемый Никола-Грачи) расположен на углу улиц Советская и Грачи.
На Новом кладбище в 2008-09 годах поставлена кирпичная 8-гранная шатровая часовня князя Владимира Равноапостольного.
Краеведческий музей — улица Кооперативная, 1-А, в новом деревянном доме. Экспозиция — городской и сельский быт, Великая Отечественная война. Рядом с музеем — бюст дважды Героя Советского Союза лётчика А. В. Алелюхина и поклонный крест (2011) на месте церкви Рождества Иоанна Предтечи.
В 10 км от Кесовой Горы на территории бывших поместий сохранились Байковский и Троицкий парки.
В 28 км от Кесовой Горы в селе Высокое расположен Храм Спаса Нерукотворного Образа.
В селе Бережай расположен храм Рождества Богородицы XVIII века в хорошей сохранности.

## Известные люди
В посёлке родились:
- Алексей Васильевич Алелюхин — лётчик, дважды Герой Советского Союза. В посёлке установлен его бюст работы скульптора М. П. Оленина (1946)[34].
- Александр Иванович Майоров — лётчик, Герой Советского Союза, участник Парада Победы.